# Jed Ortmeyer
Jed Ortmeyer (* 3. September 1978 in Omaha, Nebraska) ist ein ehemaliger US-amerikanischer Eishockeyspieler und derzeitiger -funktionär, der im Verlauf seiner aktiven Karriere auf der Position des rechten Flügelstürmers, der im Verlauf seiner aktiven Karriere zwischen 1997 und 2014 unter anderem 327 Spiele für die New York Rangers, Nashville Predators, San Jose Sharks und Minnesota Wild in der National Hockey League auf der Position des rechten Flügelstürmers bestritten hat. Einen Großteil seiner Karriere absolvierte Ortmeyer aber auch in der American Hockey League, wo er in 384 Partien zum Einsatz kam. Seit 2017 ist er als Director of Player Development bei seinem Ex-Team New York Rangers angestellt.

## Karriere
Ortmeyer begann seine Karriere bei den Omaha Lancers in der United States Hockey League, für die er zwischen 1997 und 1999 aktiv war. Gleich in seinem Rookiejahr sammelte er 48 Scorerpunkte in 54 Begegnungen. Dies bescherte ihm sowohl die Wahl ins All-Rookie Team als auch Second All-Star Team der Liga. Zudem gewann er mit der Mannschaft in dieser Spielzeit den Clark Cup, die Meisterschaftstrophäe der USHL. In der folgenden Spielzeit steigerte der rechte Flügelstürmer seine Punktausbeute auf 59. Weitere Erfolge sowohl persönliche als auch mit der Mannschaft blieben jedoch aus. Im Sommer 1999 begann Ortmeyer ein Studium an der University of Michigan, für deren Eishockeymannschaft er in den folgenden vier Jahren zeitgleich in der Central Collegiate Hockey Association, einer Division im Spielbetrieb der National Collegiate Athletic Association, auflief. Der Stürmer gewann in dieser Zeit – 2000 und 2002 – zwei CCHA-Meisterschaften mit der Universität und erhielt zahlreiche persönliche Auszeichnungen, darunter die Ernennung zum besten Defensivstürmer der Division sowie zum wertvollsten Spieler des Meisterschaftsfinalturniers im Jahr 2003.

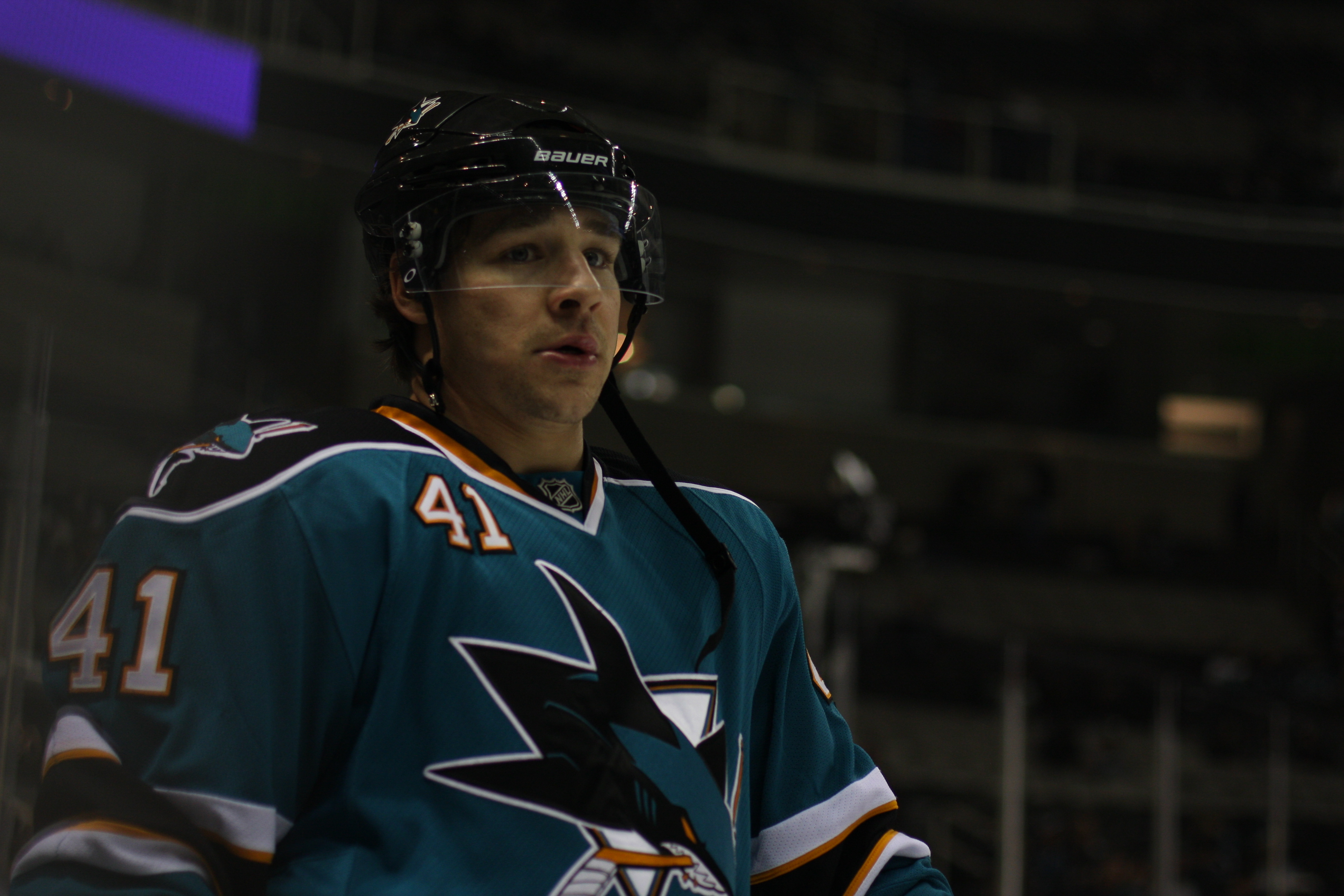
Ortmeyer im Trikot der San Jose Sharks

Ungedraftet wurde Ortmeyer nach Beendigung seiner letzten Spielzeit am College am 10. Mai 2003 vom National-Hockey-League-Franchise der New York Rangers unter Vertrag genommen. Über das saisonvorbereitende Trainingscamp im Herbst 2003 schaffte der Flügelspieler auf Anhieb den Sprung in den Kader der Rangers. Letztlich bestritt der Rookie in der Saison 2003/04 58 Spiele für New York und kam trotz seiner defensiven Spielausrichtung auf sechs Scorerpunkte. Des Weiteren lief er in 13 Partien für das Hartford Wolf Pack, dem American-Hockey-League-Farmteam der Rangers, auf. Dort verbrachte der US-Amerikaner auch die gesamte Spielzeit 2004/05, da die NHL-Saison dem Lockout zum Opfer fiel. Mit Einsätzen in 61 Begegnungen sammelte der Defensivspezialist aber weiter Erfahrung und Spielpraxis im Profibereich. Ab der Saison 2005/06 gehörte er für die folgenden zwei Jahre wieder zum Stammpersonal des Teams aus dem „Big Apple“. Allerdings verpasste Ortmeyer ab Mitte September 2006 einen großen Teil der Spielzeit 2006/07 aufgrund einer Lungenembolie und spielte zum Formaufbau einige Partien für Hartford in der AHL. Zwischen der Beendigung des Lockouts bis zum Auslauf seines Vertrages im Sommer 2007 bestritt der Stürmer 119 Partien für die Rangers in der regulären Saison sowie 13 in den Playoffs. Trotz der Embolie, die ihn in der Saison 2006/07 auf 41 Einsätze limitiert hatte, sammelte er dort mit elf Punkten die meisten in den drei Spielzeiten für New York.
Als Free Agent wurde Ortmeyer am 2. Juli 2007 von den Nashville Predators verpflichtet. In seiner ersten Saison beim Team aus dem Bundesstaat Tennessee gehörte Ortmeyer zum NHL-Stammkader, bestritt wegen einer Knieverletzung mit anschließender Operation aber lediglich 51 Partien. Insgesamt fiel er zwischen Ende Februar und Anfang Dezember 2008 für 48 Spiele inklusive der Sommerpause aus. Anschließend beorderte ihn der Trainerstab in den Kader von Nashvilles AHL-Farmteam, den Milwaukee Admirals. Dort verbrachte Ortmeyer mit Ausnahme eines zwei Spiele andauernden Aufenthalts im NHL-Team im April 2009 den Rest der Saison und füllte dabei das Amt eines Assistenzkapitäns aus. Da der auslaufende Vertrag seitens der Nashville Predators nicht verlängert wurde, nahm er am 16. Juli 2009 ein Angebot der San Jose Sharks mit der Laufzeit von einem Jahr an.
Im Januar 2011 wurde er von den Minnesota Wild unter Vertrag genommen, die ihn zunächst ins Farmteam zu den Houston Aeros in die AHL schickten. In der Folgezeit pendelte er regelmäßig zwischen den Minnesota Wild und deren AHL-Farmteam. Nachdem der Vertrag des Stürmers im Sommer 2012 ausgelaufen war, fand Ortmeyer erst im Januar 2013 in den Missouri Mavericks aus der Central Hockey League einen neuen Arbeitgeber. er absolvierte allerdings nur zwei Spiele für das Team, ehe er von den San Antonio Rampage aus der AHL verpflichtet wurde. Dort beendete er im Sommer 2014 kurz vor seinem 36. Geburtstag seine aktive Karriere.
Vor der Saison 2017/18 wurde Ortmeyer als Director of Player Development von seinem Ex-Team New York Rangers verpflichtet.

## Erfolge und Auszeichnungen
| - 1998 USHL All-Rookie Team - 1998 USHL Second All-Star Team - 1998 Clark-Cup-Gewinn mit den Omaha Lancers - 2000 CCHA-Meisterschaft mit der University of Michigan - 2002 NCAA West Regional All-Tournament Team - 2002 CCHA Super Six All-Tournament Team | - 2002 Mason-Cup-Gewinn mit der University of Michigan - 2003 CCHA Best Defensive Forward - 2003 CCHA Super Six All-Tournament Team - 2003 CCHA Super Six Most Valuable Player - 2003 NCAA Midwest Regional All-Tournament Team |

## Karrierestatistik
(Legende zur Spielerstatistik: Sp oder GP = absolvierte Spiele; T oder G = erzielte Tore; V oder A = erzielte Assists; Pkt oder Pts = erzielte Scorerpunkte; SM oder PIM = erhaltene Strafminuten; +/− = Plus/Minus-Bilanz; PP = erzielte Überzahltore; SH = erzielte Unterzahltore; GW = erzielte Siegtore; 1 Play-downs/Relegation; Kursiv: Statistik nicht vollständig)